# Hugo del Carril

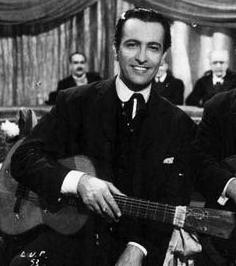
Del Carril i El último payador från 1950

Hugo del Carril, ursprungligen Piero Bruno Hugo Fontana, född 30 november 1912 i Buenos Aires, död där 13 augusti 1989, var en argentinsk skådespelare, tangosångare och filmregissör. Han var en av Argentinas största filmstjärnor under 1940-talet och början av 1950-talet.

## Liv och gärning
Hugo del Carril föddes i stadsdelen Flores i Buenos Aires. Han var son till en italiensk arkitekt. Han började sin sångkarriär på radio och skivdebuterade som soloartist 1936. Han filmdebuterade året därpå i Los Muchachos de antes no usaban gomina, och fick en hit med tangon "Tiempos viejos" som han sjunger i filmen. Sitt riktigt stora genombrott fick han 1939 med La vida de Carlos Gardel, där han spelar tangosångaren Carlos Gardel. Del Carril var en av Argentinas största filmstjärnor under 1940-talet och debuterade som regissör 1949. Hans film Las aguas bajan turbias från 1952, som han både regisserade och spelade huvudrollen i, hör till Argentinas största filmklassiker. Filmen har ett populistiskt budskap i linje med peronismen, som del Carril var en stark anhängare av.
Utanför filmen är del Carril känd för att ha sjungit in den första och populäraste versionen av "Marcha Peronista", peroniströrelsens och Partido Justicialistas officiella ledmotiv. När Juan Perón avsattes 1955 blev del Carril under en tid svartlistad och flydde till Mexiko, men återvände till Argentina 1956 och återupptog sin karriär. I takt med att Argentinas filmindustri stagnerade under 1950-talet gick även del Carrils karriär långsammare.

## Filmografi

### Roller
- Los muchachos de antes no usaban gomina (1937)
- La vuelta de Rocha (1937)
- Madreselva (1938)
- Tres anclados en París (1938)
- Gente bien (1939)
- La vida de Carlos Gardel (1939)
- La vida es un tango (1939)
- Confesión (1940)
- El astro del tango (1940)
- Cuando canta el corazón (1941)
- En la luz de una estrella (1941)
- La canción de los barrios (1941)
- Amor último modelo (1942)
- La novela de un joven pobre (1942)
- La piel de zapa (1943)
- Pasión imposible (1943)
- Los dos rivales (1944)
- La cabalgata del circo (1945)
- Buenos Aires canta (1947)
- La cumparsita (1947)
- Pobre mi madre querida (1948)
- Historia del 900 (1949)
- Surcos de sangre (1950)
- El último payador (1950)
- El negro que tenía el alma blanca (1951)
- Las aguas bajan turbias (1952)
- Vida nocturna (1955)
- Más allá del olvido (1956)
- El último perro (1956)
- Una cita con la vida (1958)
- Las tierras blancas (1959)
- Culpable (1960)
- Buenos días, Buenos Aires (corto - 1960)
- Esta tierra es mía (1961)
- Amorina (1961)
- La calesita (1963)
- Buenas noches, Buenos Aires (1964)
- La sentencia (1964)
- ¡Viva la vida! (1969)
- El día que me quieras (1969)
- Amalio Reyes, un hombre (1970)
- La malavida (1973)
- Siempre fuimos compañeros (1973)
- El canto cuenta su historia (1976)

### Regi
- Historia del 900 (1949)
- Surcos de sangre (1950)
- El negro que tenía el alma blanca (1951)
- Las aguas bajan turbias (1952)
- La Quintrala, doña Catalina de los Ríos y Lisperguer (1955)
- Más allá del olvido (1956)
- Una cita con la vida (1958)
- Las tierras blancas (1959)
- Culpable (1960)
- Amorina (1961)
- Esta tierra es mía (1961)
- La calesita (1963)
- La sentencia (1964)
- Buenas noches, Buenos Aires (1964)
- Yo maté a Facundo (1975)

### Producent
- Historia del 900 (1949)
- Surcos de sangre (1950)
- El negro que tenía el alma blanca (1951)
- Las aguas bajan turbias (1952)
- La Quintrala, doña Catalina de los Ríos y Lisperguer (1955)
- Más allá del olvido (1956)
- Una cita con la vida (1958)
- Las tierras blancas (1959)
- Culpable (1960)
- La calesita (1963)
- La sentencia (1964)
- Buenas noches, Buenos Aires (1964)

### Manus
- Historia del 900 (1949)
- Yo maté a Facundo (1975)